# 佐藤文明
佐藤 文明（さとう ぶんめい、1948年7月25日 - 2011年11月3日）は、フリーライター、戸籍研究者。

## 生涯
東京都生まれ。法政大学社会学部中退、自治体職員（戸籍係）を経て、フリーに。
「私生子差別をなくす会」、「韓さんの指紋押捺拒否を支える会」を創設。
女性と天皇制研究会、自由民権21に所属。身近な町内会、自治体の問題を研究、批評した。

## 著書
- 『戸籍』貝原浩イラスト 現代書館 For biginnersシリーズ 1981
- 『戸籍がつくる差別 女性・民族・部落、そして「私生児」差別を知っていますか』現代書館 1984
- 『三菱総研の脅威 日本を牛耳る頭脳集団』ベストブック ビックバードのベストブックス 1985
- 『訣婚パスポート』現代書館 1987
- 『戸籍うらがえ史考 戸籍・外登制度の歴史と天皇制支配の差別構造』明石書店 1988
- 『ボクの名前はボクのもの 名前に自由と平等を』明石書店 1990
- 『戸籍が見張る暮らし』現代書館 1991
- 『在日「外国人」読本 ボーダーレス社会の基礎知識』緑風出版 プロブレムQ&A 1993
- 『あなたの「町内会」総点検 地域のトラブル対処法』緑風出版 プロブレムQ&A 1994
- 『<くに>を超えた人びと 「記憶」のなかの伊藤ルイ・崔昌華・金鐘甲』社会評論社 1997
- 『「日の丸」「君が代」「元号」考 起源と押しつけの歴史を問う』緑風出版 プロブレムQ&A 1997
- 『個人情報を守るために 瀕死のプライバシーを救い、監視社会を終らせよう』緑風出版 プロブレムQ&A 2001
- 『戸籍って何だ 差別をつくりだすもの』緑風出版 プロブレムQ&A 2002
- 『新選組 イラスト版オリジナル』ふなびきかずこイラスト 現代書館 For beginnersシリーズ 2003
- 『六大学野球 イラスト版オリジナル』竹内久普イラスト 現代書館 For beginnersシリーズ 2003
- 『未完の「多摩共和国」 新選組と民権の郷』凱風社 2005
- 『お世継ぎ問題読本 どこへ行く?女性天皇論争』編著 緑風出版 プロブレムQ&A 2007
- 『ウーマンリブがやってきた 70年代・目覚めはじめた男たち』インパクト出版会 2010
- 『知っていますか?戸籍と差別一問一答』解放出版社 2010